# Първенство на България по футбол 1927
През 1927 Държавното първенство по футбол на България не се провежда.
След острите спорове около финалния мач през сезон 1926, продължили до пролетта на 1927 г., Славия (София), победител в Софийската окръжна спортна област, отказва да се включи в първенството. Освен това само три други първенства в окръжните спортни области са завършили преди крайния срок и са излъчили победител за участие в Държавното първенство. Това са Владислав (Варна) от Варненската окръжна спортна област, Левски (Русе) от Русенската и Левски (Пловдив) от Пловдивската. Поради това първенството на страната през този сезон не е проведено.